# Dafydd Elis-Thomas
Daffyd Elis-Thomas, barone Elis-Thomas o lord Elis-Thomas (Carmarthen, 18 ottobre 1946 – Cardiff, 7 febbraio 2025), è stato un politico gallese.
È membro del Consiglio privato del Regno Unito e membro del Parlamento (AM) per Dwyfor Meirionnydd per conto di Plaid Cymru (1974-2016); nel 2016 ha lasciato Plaid affermando che si sarebbe presentato come candidato indipendente alle future elezioni.È stato Presidente dell'Assemblea dall'inizio nel 1999 fino al 2011. È Presidente dell'Università di Bangor e membro della Camera dei lord. È anche presidente onorario di Searchlight Wales.

## Biografia
Dafydd Elis-Thomas è nato a Carmarthen, figlio di un ministro della Chiesa presbiteriana del Galles, è cresciuto a Llandysul e Llanrwst. È stato uno studente presso l'Università di Bangor dal 1964 al 1970 dove ha conseguito un dottorato in filosofia e studi letterari.
Nel 1970 ha sposato Elen M. Williams e insieme hanno tre figli. Dopo il divorzio, è stato il partner di Marjorie Thompson, presidente della Campagna per il disarmo nucleare. Nel 1993 ha sposato Mair Parry Jones e vivono a Llandaff, Cardiff (quando lavora al Senedd) e Betws-y-Coed. Negli archivi ufficiali di Westminster è indicato come "Dafydd Elis Elis-Thomas".

### Carriera politica
Fu eletto parlamentare nel febbraio 1974, contemporaneamente a Dafydd Wigley, quando furono eletti due parlamentari Plaid Cymru e, dopo le elezioni di ottobre, quando ne furono eletti tre per la prima volta. Inizialmente, è stato il membro più giovane della Camera dei comuni. Lasciò quella carica nel 1983 e nel 1992 fu nominato membro della Camera dei lord, come Barone Elis-Thomas.

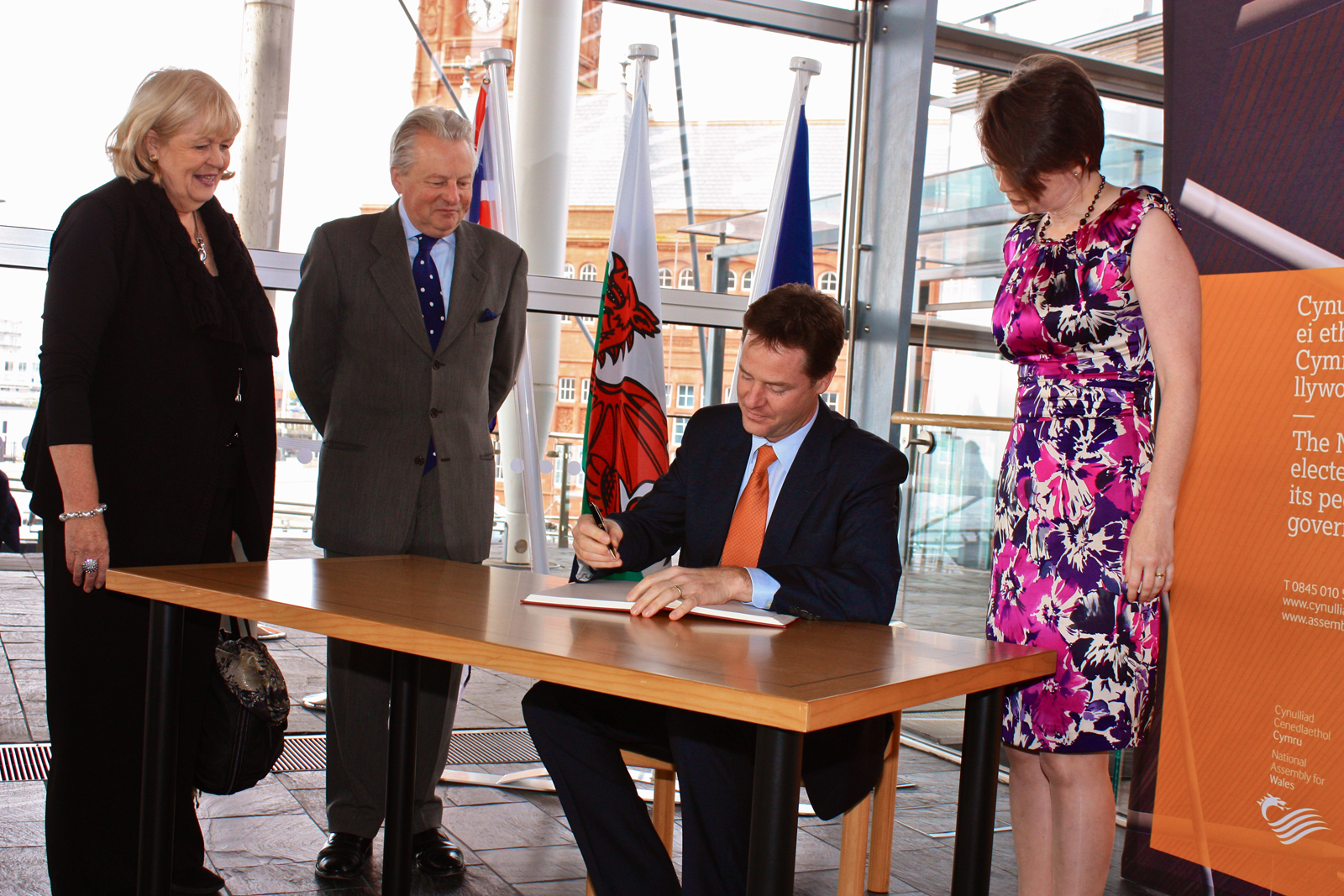
Daffyd Elis-Thomas e il vice primo ministro del Regno Unito Nick Clegg, in visita al Parlamento gallese (30 settembre 2010).

Nell'ottobre 2016, cinque mesi dopo la sua rielezione, ha deciso di lasciare Plaid Cymru poiché nelle sue parole "Plaid non ha intenzione di svolgere un ruolo più positivo in Assemblea".
Da allora è membro indipendente. Il 3 novembre 2017 è entrato a far parte del gabinetto del governo gallese e ha assunto per un anno un incarico vacante come ministro della cultura, del turismo e dello sport.
Ha annunciato al programma Dewi Llwyd della BBC Radio Cymru il 12 aprile 2020 che non si presenterà alle future elezioni parlamentari nel 2021. Dopo molte considerazioni ha detto che non avrebbe corso per Dwyfor Meirionnydd nel 2021, ma ha affermato che c'erano molti altri modi per servire la società. Ha affermato nel programma "Essere un buon cittadino è più che essere un politico eletto per più di 40 anni.
"Dato che sto raggiungendo, o ho raggiunto, quel periodo di rappresentanza di Meirionnydd comunque - a meno che non sia assolutamente coerente in tutto quel tempo - per più di quarant'anni, non avrebbe molto senso candidarmi alle elezioni sapendo che avrei compiuto 78 anni dalla fine della futura Assemblea"

## Incidente "Mrs. Windsor"
Nel dicembre 2004, Lord Elis-Thomas ha chiesto a Leanne Wood di lasciare l'Assemblea per essersi riferita alla regina come "la signora Windsor" durante un dibattito senza il suo titolo. Leanne Wood è stata il primo membro dell'Assemblea a lasciare la stessa per questi motivi. Nel 2012, Leanne Wood ha prevalso su Elis-Thomas nell'elezione di presidente del partito.